# Wilhelm Carlström

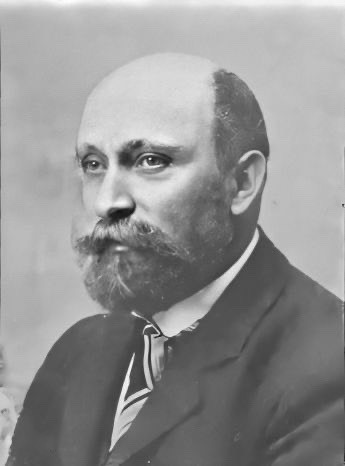
Wilhelm Carlström

Olof Wilhelm Carlström, född den 5 april 1852 i Göteborg, död där den 6 maj 1907, var en svensk företagsledare.

## Verksamhet och företagande
Den 1 april 1885 grundade Wilhelm Carlström och Gustaf Werner företaget Werner & Carlström för engrosförsäljning av textilvaror, främst garn av ylle och bomull. De första lokalerna hyrdes i Aug. Abrahamsson & Co:s hus vid Östra Larmgatan 16 i Göteborg. För att slippa importera färdiga garner började man snart att planera ett eget spinneri i Göteborg, och efter ingående förberedelser och studier i bland annat England, grundades 1896 Göteborgs Kamgarnsspinneri. Werner & Carlström omvandlades till aktiebolag 1898.

År 1905 köptes en betydande aktiepost i det välkända göteborgsföretaget Aug. Johansson, Mark & Co AB., som under den då rådande ekonomiska krisen drabbats av kapitalbrist. Genom detta förvärv fick AB Werner & Carlström kontrollen över bland andra Gårda Fabrikers AB och AB Lana Kamgarnsspinneri i Mölndal. Flera andra företag tillkom, däribland Fridkulla Fabrikers AB, Eric Anderssons AB och AB Herman Kürzel.

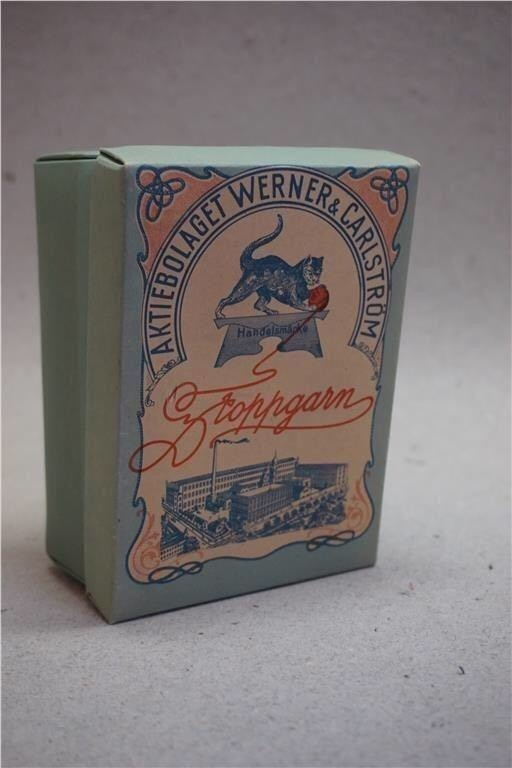
Kattens Garner

## Biografi
Carlström var son till kustvaktmästaren Olaus Carlström och Anna Wilhelmina Gillberg. Den 16 juli 1891 gifte han sig med Anna Fredholm och tillsammans fick de sex barn. Hustrun, som var konstnärlig, tecknade ett varumärke för makens bolag, Kattens Garner, med en liten kattunge som leker med ett nystan.
Carlström var också en framgångsrik kappseglare och med sin båt Primula vann han ett antal tävlingar. 
1907 sålde han sin andel av företaget till kompanjonen Werner på grund av sjukdom och köpte Bryngenäs herrgård strax utanför Alingsås. Samma år begick han självmord i Slottsskogen i Göteborg.